# Fabiane Kemmann
Fabiane Kemmann (* 24. Mai 1980) ist eine deutsche Regisseurin, Autorin und Dramaturgin. 

## Leben und Wirken
Kemmann wuchs im Bergischen Land (Nordrhein-Westfalen) auf. Sie studierte Literatur- und Theaterwissenschaften an der Freien Universität Berlin unter anderem bei Joachim Fiebach und Literaturarbeit am Maxim-Gorki-Literaturinstitut in Moskau in der Meisterklasse für Dichtung. Während ihres Studiums lernte sie bei den Regisseuren Dimiter Gotscheff, Barbara Nicolier und Martin Wuttke.
Zu ihren Arbeiten als Regisseurin gehört die erste Wiederaufführung von Brechts Die Maßnahme in der originalen Form mit 300 Sängerinnen in der Berliner Philharmonie, die sie 2016 im Rahmen einer Kooperation mit Barbara Nicolier produzierte und inszenierte. Die Uraufführung der russischen Übersetzung des Stücks durch Sergei Michailowitsch Tretjakow mit dem Titel Высшая Мера (Höchstmaß) brachte sie 2018 am Meyerhold Zentrum in Moskau auf die Bühne. Mit mehr als 200 Choristinnen, Schauspielerinnen und Musikerinnen inszenierte sie live und gleichzeitig in Berlin und Moskau die transnationale Produktion Eisler / Prokoll. Auszüge ihrer Übersetzung desselben Musiktheaterstücks inszenierte sie drei Wochen vor Beginn des russischen Angriffskriegs 2022 mit 24 russischen Musikerinnen, Schauspielerinnen, Solistinnen und großem gemischtem Chor in der Berliner Philharmonie.
Schon während ihres Studiums schrieb Fabiane Kemmann für lokale und internationale Zeitungen wie die Frankfurter Allgemeine Zeitung und The Ghanaian Chronicle, später auch für die Moskauer Deutsche Zeitung. Ihre erste eigene Arbeit als Autorin ist das Auftragswerk Bruchstücke für das Deutsche Theater. Darin stellt sie den weiblichen Gegenpart zum Protagonisten aus Fjodor Dostojewskis Erzählung in Monologform Die Sanfte dar. Das Stück wurde im Deutschen Theater in der Box auf die Bühne gebracht (2009).
2023/24 wurde ihr Gedicht Hieroglyphe im Rahmen der multidisziplinären, hybriden Produktion Syntax in Space verfilmt und vertont.
Fabiane Kemmann ist Vorsitzende des gemeinnützigen Vereins Lysius e. V., der es sich zum Ziel gesetzt hat, Performance-Kulturen miteinander zu verflechten.
Stipendien erhielt sie von der Akademie der Künste, Berlin, der Senatsverwaltung für Kultur und Europa, der VG Wort, der Heinz und Heide Dürr Stiftung und dem Deutschen Akademischen Austauschdienst. Lehraufträge und Vorträge führten sie unter anderem an die Universität Leipzig, das Literaturforum im Brecht-Haus, die Russische Staatliche Geisteswissenschaftliche Universität und das Moskauer Tschaikowski-Konservatorium.

## Inszenierungen (Auswahl)
- 2016 Die Maßnahme, Philharmonie Berlin
- 2018 Высшая мера, Meyerhold Zentrum Moskau
- 2021 Höchstmaß / Pfad des Oktober, Moskau/Berlin
- 2022 Eisler, Philharmonie Berlin
- 2023/24 Syntax in Space

## Publikationen (Auswahl)
- 2000–2018 Kemmann, Fabiane: Publikationen in der Frankfurter Allgemeinen Zeitung (teilweise mit Kürzel kemm), The Ghanaian Chronicle, Freitag, Kölner Stadtanzeiger, Stadt Revue, Moskauer Deutsche Zeitung u. a. (Ressorts Politik, Kultur: Reportagen, Rezensionen, Kolumnen, Interviews, Berichte)
- 2009 Kemmann, Fabiane: Bruchstücke, Auftragswerk fürs Deutsche Theater, Uraufführung in Kooperation mit Thomas Freyers Lustspiel Die Interimsliebenden (Theaterstück)[8]
- 2022 Prokoll: Pfad des Oktober. Theaterkantate in 3 Teilen zu 27 Gedichten der russischen Revolution. (Путь Октября. Музыкальное действие в трех звеньях). Übersetzt aus dem Russischen ins Deutsche von Fabiane Kemmann. Inszenierung: Berliner Philharmonie. (Libretto-Übersetzung, unveröffentlicht)
- 2022 Stimmen der Maßnahme, in RUSSEN / BRECHT, Verbrecher Verlag Berlin ISBN 978-3-95732-523-5
- 2023 Serge, Victor: Bekenntnis. Übersetzt aus dem Russischen ins Deutsche von Fabiane Kemmann. In: ecibs, Magazin of the International Brecht Society. (Lyrik-Übersetzung)
- 2023/24 Kemmann, Fabiane: Hieroglyphe. Übersetzt aus dem Deutschen ins Englische von Ann Cotten. Vertonung: Nico van Wersch. Stand 29.05.2024 (Audiovisuelle App, Lyrik)